# 1850年代足球
以下事件發生於1850年代，與足球運動發展密切相關，包含錫菲足球規則等相關足球規則的演進。除特別標註外，所有事件均發生於英格蘭足球體系內。

## 大事記

### 1857年

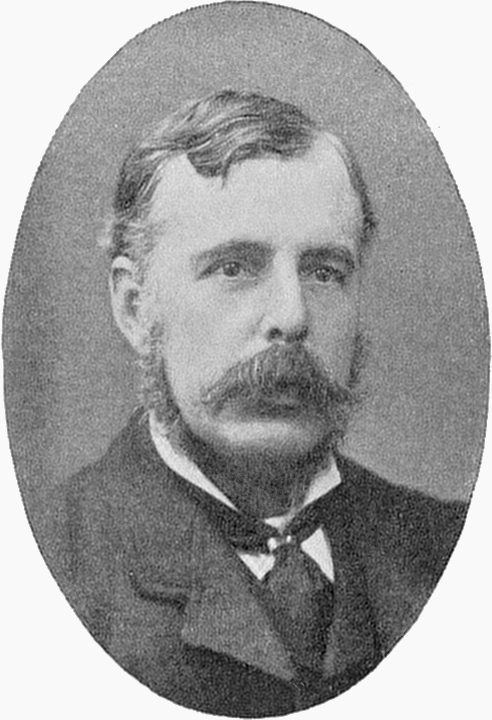
查爾斯·W·阿爾科克

- 10月24日 - 谢菲尔德成立，該球會被英格蘭足球總會與國際足協官方認證為全球最古老協會足球會，同時也是各類足球規則體系中最早有文獻記載的非大學球會[1][2][3][4]

### 1858年
- 10月28日 - 《謝菲爾德足球會規則》最終定案，該規則經多次修訂後發展為錫菲足球規則。最初由謝菲爾德足球會制定並維護，1867年謝菲爾德及霍爾姆郡足球總會（Sheffield & Hallamshire County Football Association）成立後轉由該會管理。該規則自1863年起與英格蘭足球總會規則並行，直至1877年兩套規則統一[5][6]。首版規則嚴格限制手觸球，但允許公正接球（可獲得自由球機會）。僅允許以腳踢球入網得分（自由球除外）。無越位規則，但有界外球與球門球相關規定。未定義球門尺寸結構，亦未提及隊伍人數限制。除手攜球外，亦禁止拉格比公學式玩法如踢擊對手與擒抱等[7][8]

### 1859年
- 流浪者足球會由一群哈羅公學校友創立，包括查爾斯·W·阿爾科克（英语：Charles W. Alcock）。該會初名森林足球會（Forest Football Club），1864年更名為流浪者[9]。